# Thomas Worthington
Thomas Worthington, född 16 juli 1773 i Jefferson County, Virginia (numera West Virginia), död 20 juni 1827 i New York, var en amerikansk politiker (demokrat-republikan). 

## Biografi
Worthington representerade delstaten Ohio i USA:s senat 1803-1807 och 1810-1814. Han var den sjätte guvernören i Ohio 1814-1818.
Worthington flyttade 1796 till Nordvästterritoriet. Huset Adena byggdes efter arkitekten Benjamin Latrobes ritningar i närheten av Chillicothe. Worthingtons hus fick sitt namn efter Adenakulturen.
Worthington var delegat till Ohios konstitutionskonvent 1803. När Ohio blev delstat, valdes Worthington och John Smith till de två första senatorerna. Worthington efterträddes 1807 av Edward Tiffin.
Senator Return J. Meigs avgick 1810 för att tillträda som guvernör i Ohio. Worthington var igen senator i fyra år och valdes sedan själv till guvernör. Han efterträddes 1818 som guvernör av Ethan Allen Brown.
Worthingtons grav finns på Grandview Cemetery i Chillicothe.